# گورنا روسیتسا

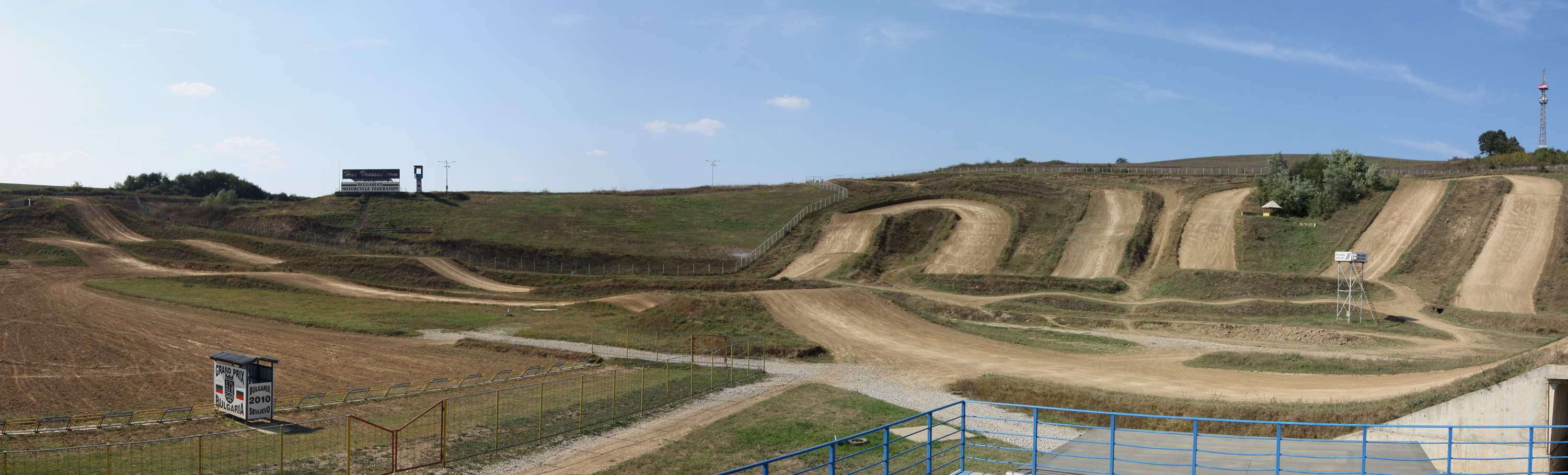
یک پیست موتورسواری در گورنا روسیتسا

گورنا روسیتسا (به بلغاری: Gorna Rositsa) یک منطقهٔ مسکونی در بلغارستان است که در سولیوو واقع شده‌است.